# Phyllocosmus
Phyllocosmus là một chi thực vật có hoa trong họ Ixonanthaceae.

## Loài
Chi Phyllocosmus gồm các loài: